# SMARCA4
SMARCA4 (SWI/SNF related, matrix associated, actin dependent regulator of chromatin, subfamily a, member 4) – ludzki gen, kodujący białko ATPazy SMARCA4. Gen SMARCA4 znajduje się w locus 19p13.3.
SMARCA4 należy do rodziny białek SWI/SNF wykazujących podobieństwo do białka brahma drozofili. Białka rodziny SWI/SNF mają aktywność helikazy i ATPazy, i uważa się, że regulują proces transkrypcji określonych genów przez zmianę struktury chromatyny (remodelling chromatyny) w obszarach zawierających te geny. SMATCA4 wchodzi w skład dużego, ATP-zależnego kompleksu remodelującego SNF/SWI, wymaganego do aktywacji transkrypcji genów, których transkrypcja zazwyczaj nie odbywa się z powodu struktury chromatyny uniemożliwiającej dostęp czynników transkrypcji i enzymów przeprowadzających ten proces. SMARCA4może wiązać BRCA1 i regulować ekspresję zaangażowanego w tumorogenezę CD44. Wykazano, że w wielu przypadkach nowotworów płuc gen SMARCA4 jest inaktywowany.